# Финансовый кризис 2007—2010 годов в Казахстане
Мировой финансовый кризис 2008—2010 года негативно повлиял на экономику Казахстана.

## Предыстория
1. Казахстан, из стран Центральной Азии, наиболее интегрирован в мировую экономику[1].
2. Экономика Казахстана имеет сырьевую ориентированность и зависит от мировых цен на добываемое в стране сырьё[1].
3. Избыток свободных денежных средств и отсутствие достаточных возможностей для их инвестирования, в частности из-за неразвитости фондового рынка в стране, и как следствие спекулятивные настроения на рынке недвижимости, привели к высокому росту цен на данном рынке и его перегреву в конечном итоге[2].

## Предкризисный период. 2007 год. Кризис в ипотечной сфере

### Хроника событий
- 23 апреля 2007 — 29,5 миллиарда тенге — чистый доход Национального банка, полученный им по итогам 2006 года, — президент Нурсултан Назарбаев поручил председателю НБ Анвару Сайденову направить в резервный капитал банка. Валовой внешний долг банковской системы уже превысил 33 миллиарда долларов США, государственный же внешний долг находится на очень низком уровне[3].
- В августе 2007 года в стране начался кризис ипотечного кредитования[4].
- 15 августа 2007 года — отчёт международного рейтингового агентства Moody’s отмечает, что «повышение ставок на международных долговых рынках на длительный период может осложнить рефинансирование для казахстанских банков, привлекающих средства за рубежом». По оценке Moody’s, на конец первого полугодия внешний долг казахстанских банков составлял $40,7 млрд[5], или больше половины всех имеющихся обязательств. Другое агентство «Standard & Poor’s» давно высказывало опасения по поводу неуклонного роста внешних заимствований банков Казахстана. По оценкам S&P «в ближайшие 12 месяцев казахстанским банкам ежеквартально будет требоваться $ 3 млрд на цели рефинансирования, причем 70 % рефинансируемых обязательств составят синдицированные займы»[6].
- 21 августа 2007 года министр экономики и бюджетного планирования Казахстана Бахыт Султанов заявил, что «в связи с угрозой переноса начала добычи на Кашагане возможны значительные недопоступления средств в Национальный фонд». На следующий день цены на топливо поднялись на 7 %[6].
- 7 сентября 2007 года. Глава правительства Карим Масимов заявил, что кризиса в Казахстане не будет[7].
- Информационные агентства сообщают, что долг БВУ перед иностранными кредиторами составляет порядка $12 миллиардов, а внешний долг всей страны более $80 миллиардов. Кризис в строительной отрасли привел к появлению недовольства среди дольщиков. Правительство надеется, что накопленные валютные резервы НацБанка и средства Нацфонда, составляющие на тот момент $39 млрд, а также благоприятная конъюнктура на рынке нефти, газа и некоторых видов металлов позволят республике избежать негативных последствий.[8]
- Сентябрь 2007 года — СМИ забили тревогу, сообщая, что Казахстан чуть ли не остался без стратегического запаса зерна. Подорожал хлеб, подсолнечное масло, молоко и соль. Для разрешения продовольственного кризиса правительство Масимова вводит запрет на экспорт растительного масла, с одновременным снятием таможенных пошлин на его импорт[6].
- Октябрь 2007 года ознаменовался падением рынка вторичного жилья на 10 %. Следом резко снижаются продажи и на первичном рынке. В ноябре выясняется, что в падении спроса на жильё  виноваты банки второго уровня, которые отказываются выдавать населению кредиты под ипотеку на прежних условиях под 10-12 % годовых. В СМИ появляется информация о гигантском долге банков второго уровня, который необходимо погасить до конца 2008 года[6].
- 15 ноября 2007 года Нурсултан Назарбаев заявил, что «в Казахстане нет кризиса. Есть только отдельные кризисные явления в некоторых секторах экономики. В стране продолжается рост ВВП.» Чтобы подавить ненужные слухи выделяется $4 млрд дабы завершить строительство жилищных объектов в Астане, оказать поддержку малому и среднему бизнесу, и рефинансировать индустриальные и инфраструктурные объекты[6].

Долг БВУ перед иностранными кредиторами — $12 млрд, а внешний долг БВУ — $46 млрд. Это разные цифры, потому что существуют депозиты нерезидентов, которые тоже должны, но не перед кредиторами. И таким образом информационные агентства предоставили информацию не отражающую действительность.

### Внешний долг 2007
- 31.12.2007
  - Валовый внешний долг банков — 45 946,2 млн долл. США[9][10]
  - Всего валовый внешний долг — 96 914,3 млн долл. США[9][11]

ВВП — $104,3 млрд

## Предкризисный период. 2008 год

### Хроника событий
- 7 февраля. Президент Казахстана Нурсултан Назарбаев 6 февраля выступил с посланием народу. Он выстроил программу действий по предотвращению возможных негативных последствий кризиса мировой финансовой системы для казахстанской экономики. Он напомнил, что задачи по вхождению в 50 конкурентоспособных стран мира и индустриализации страны на основе формирования 30 корпоративных лидеров, поставленные в Посланиях народу Казахстана в 2006 и 2007 годах, остаются для нас главными. Он заявил, что прошедший год стал ещё одним уверенным шагом вперёд на пути всесторонней экономической, социальной и политической модернизации Казахстана. Казахстан вступил в 2008 год с новыми экономическими достижениями. В прошлом году темпы роста экономики составили 8,5 %, а в целом с 2001 года экономика росла в среднем по 10 % в год. Сформированы значительные резервы страны, которые составляют порядка 40 млрд долларов США, включая средства Национального фонда. Именно наличие значительных накоплений сыграло ключевую роль в поддержании стабильности финансовой системы страны[13].
- Лето 2008 года. Пик инфляции 20,1 %[14].
- 17 сентября. Коллапс на фондовом рынке в Москве. После значительного снижения индекса РТС торги остановлены по распоряжению ФСФР[15].
- 18 сентября. Курс доллара составил 119,65 тенге[16]. В Москве отменены торги на фондовой бирже РТС[17]. В конце дня возобновились торги по сделкам РЕПО[18]. ЦБ России установил курс доллара на 19 сентября — 25 рублей 43 копейки[19].
- Октябрь 2008 года. — по указу президента РК создан фонд национального благосостояния «Самрук-Казына».
- Разработан Антикризисный план, согласно которому правительство выделило средства для покупки у системообразующих банков (Народный Банк Казахстана, Казкоммерцбанк, Альянс банк и БТА банк) 25 % голосующих акций. Крупнейшие банки страны отреагировали молниеносно и отказались от предложения «Самрук-Казыны», заявив, что способны своими силами погасить внешнюю задолженность, но после консультаций с правительством согласились[6].
- 22 декабря. Всемирный банк призвал Россию отказаться от политики госконтроля над курсом российского рубля и обезопасить резервы страны[20].
- 24 декабря. Президент Казахстана Нурсултан Назарбаев на публичной церемонии 23 декабря заявил: «Видимо, ко дну подходим: снижение экономики везде и всюду.»[21]
- 25 декабря. Казахстан, будучи в Центральной Азии наиболее интегрированной в мировую экономику страной, от глобального кризиса пострадал сильнее других регионов. Правительство вынуждено бороться сразу с несколькими проблемами[1].
- 31 декабря. Курс доллара составил 120,77 тенге[22]. В Москве ЦБ России 30 декабря установил курс доллара на 31 декабря — 29 рублей 38 копеек[23].

### Внешний долг 2008
- 31.12.2007
  - Валовый внешний долг Банков — 45 946,2 млн долл. США[9][24]
  - ВСЕГО Валовый внешний долг — 96 914,3 млн долл. США[9][11]
- 31.12.2008
  - Валовый внешний долг Банков — 39 211,6 млн долл. США[25][26]
  - ВСЕГО Валовый внешний долг — 108 130,4 млн долл. США[27]
- ВВП — $135,0 млрд[12] или 133,726 млрд долл.[28]

## Начало финансового кризиса. 2009 год (период январь — апрель)
- 6 января. Вечером 1 января в Беларуси объявлена резкая девальвация белорусского рубля[29].
- 2 февраля 2009 года. Правительство Республики Казахстан сообщило о выкупе 78 % акций БТА Банка и 76 % акций Альянс Банка[30]. Реально выкуп акций не состоялся вплоть до конца 2009 года[31].
- 4 февраля 2009 года. Национальный банк Республики Казахстан девальвировал национальную валюту тенге на 25 %[32]. Девальвация была проведена в связи с тем, что банковская система была на грани банкротства[33]. Национальный банк уходит от поддержания тенге в прежнем неявном коридоре (117—123 тенге за доллар США) и определяет коридор обменного курса тенге около уровня 150 тенге за доллар с колебанием +/-3 % или 5 тенге[34].
- 5 февраля 2009 года ставка рефинансирования снижается с 10 % до 9,5 %[34].
- 7 февраля. В Москве ЦБ России 6 февраля установил курс доллара на 7 февраля — 36 рублей 38 копеек[35].
- 14 февраля. В Москве Алексей Кудрин, министр финансов России, в эфире телеканала «Россия» заявил о том, что главный этап девальвации рубля завершён[36].
- 15 февраля. В Москве Дмитрий Медведев, президент России, в программе «Вести недели» сообщил, что экономическая ситуация в России находится под контролем властей[37].
- 18 февраля. В Москве доллар на торгах установил новый исторический рекорд[38]. ЦБ России установил курс доллара на 19 февраля — 36 рублей 43 копеек[39].
- 19 февраля. Курс доллара составил 149,42 тенге[40].
- В феврале 2009 года «БТА Банк» был частично национализирован казахстанским правительством[31].
- 3 марта 2009 года минимальные резервные требования к банкам второго уровня снижены с 2 % до 1,5 % по внутренним обязательствам и с 3 % до 2,5 % по иным обязательствам, это позволило предоставить ликвидность банковской системе в размере 50 млрд тенге[34].
- 3 марта 2009 Royal Bank of Scotland Group Plc (RBS) объявил о том, что будет искать новых собственников для своего дочернего банка в Казахстане — RBS (Kazakhstan). RBS считает, что по сравнению с другими странами, где группа присутствует в настоящее время, Казахстан не слишком перспективен. RBS пришла в Казахстан не в результате сознательно принятого решения — казахстанский актив достался британской группе после приобретения ею ABN Amro[41].
- 3 марта. Девальвация армянского драма в Армении[42][43].
- На 1 апреля 2009 года сумма долга банковского сектора — $35 млрд[14].
- 2 апреля 2009 года фонд национального благосостояния «Самрук-Казына» поддержал Народный банк Казахстана, выкупив 21 % акций банка[44].
- 7 апреля 2009 года активы Нацфонда Казахстана уменьшились почти на 20 % за первый квартал 2009 года[45].
- В первом квартале 2009 года ВВП снизился на 2 %[46]. Суммарные убытки 37 банков Казахстана за первый квартал 2009 года составили почти 2 миллиарда долларов[47].
- 10 апреля 2009 года Goldman Sachs ухудшил прогноз падения ВВП Казахстана с 0 до 3 %[48].
- Нурсултан Назарбаев поручил агентству по финансовому надзору (АФН) Казахстана рассмотреть возможность реструктуризации внешних займов[49]
- 13 апреля 2009 года АО «Альянс Банк» обратилось к кредиторам с предложением о реструктуризации задолженности[50]. Эксперты расценивают данное заявление, как технический дефолт[51].
- 14 апреля Казахстанская фондовая биржа сообщила, что уже 10 компаний допустили невыполнение своих обязательств по ценным бумагам[52].
- На 1 апреля в стране приостановили производство 642 предприятия, официально безработица выросла до 7 %[53]. Завод LG Electronics Almaty Kazakhstan, производящий стиральные машины, телевизоры и мониторы, приостановил работу[54].
- На 1 апреля задолженность по заработной плате работникам государственных учреждений, финансируемых из местного бюджета, составляет 6 млрд тенге[55].
- 23 апреля председатель Нацбанка Григорий Марченко заявил, что в июле 2009 года проблема внешних заимствований казахстанских банков будет разрешена. Долг банков на 1 апреля был равен $35 млрд[56]. Председатель Счетного комитета РК Омархан Оксикбаев назвал сумму валового внешнего долга Казахстана — $105,6 млрд[57].
- 20 апреля БТА Банк прекратил выплаты по всем своим обязательствам,[58] поскольку 14 апреля Morgan Stanley выставил требование о досрочном погашении долга[59]. 30 апреля два акционера БТА Банка (один из них Morgan Stanley)[60] подали иск против Республики Казахстан на $1,5 млрд каждый[61]. Судебные тяжбы могут привести к закрытию БТА банка и понижению имиджа Казахстана[62].
- Золотовалютные резервы Казахстана в апреле 2009 года выросли на 2,6 % и достигли $41,9 млрд[63].

## Причины финансового кризиса
1. Агрессивная кредитная политика большинства коммерческих банков, что стало причиной высокого внешнего долга страны за довольно короткий промежуток времени[64].
2. Снижение эффективности антикризисных мер правительства страны в период мирового финансового кризиса[65].
3. Интегрированность Казахстана в мировую экономическую систему. Открытость ранее дала свои плоды, но в период сбоев мировой финансовой системы стала причиной кризиса в Казахстане[66]. В том числе из-за финансового кризиса в России в 2008—2010 годах[источник не указан 4127 дней].

## Продолжение финансового кризиса. 2009 год (период май — декабрь)

### Хроника событий
- 7 мая агентства Fitch Ratings и Standard & Poor's понизили рейтинги 3 казахстанских банков: Народный Банк Казахстана, Казкоммерцбанк и Банк ЦентрКредит, а также кредитной организации Астана-Финанс[67].
- 12 мая Нацбанк Казахстана снизил ставку рефинансирования с 9,5 % до 9 %[68].
- 15 мая Назарбаев признал, что банковская система Казахстана не прошла проверку на прочность[69]. «Самрук-Казына» вошёл в состав акционеров Казкоммерцбанка, выкупив 21,2 % акций[70].
- 18 мая правительство Казахстана решило не погашать, а реструктурировать долги БТА Банка — крупнейшего казахстанского банка, который оно взяло под свой контроль в феврале 2009 года, и отказалось от покупки четвёртого по величине банка страны Альянс Банка[71]. Зафиксировано уменьшение объёмов промышленного производства в четырнадцати регионах республики[72].
- Просрочка по кредитам в I квартале выросла в два раза с 246 до 500 млрд тенге. Наибольшее ухудшение среди 10 крупнейших банков наблюдалось у Альянс Банка[73]. Казахстанская небанковская финансовая организация Астана-Финанс объявила дефолт[74].
- Эксперты ING Groep NV полагают, что Казахстану может понадобиться помощь МВФ, чтобы избежать долгового кризиса, но председатель Нацбанка Казахстана Григорий Марченко заявил на ежегодной конференции, проводимой ЕБРР в Лондоне, что республика не намерена обращаться за кредитом к МВФ[75]. Министр финансов Болат Жамишев подтвердил отсутствие намерения делать внешние займы, несмотря на дефицит бюджета[76], который составляет 357 млрд тенге[77].
- 29 мая председатель казахстанского Фонда гарантирования депозитов Бахыт Маженова заявила, что если обанкротятся два системообразующих банка, то Фонд гарантирования депозитов не сможет вернуть деньги всем вкладчикам[78]. Эксперты Bloomberg Лаура Кокрейн и Эмма О’Брайен утверждают, что в течение следующих 12 месяцев казахстанские банки должны выплатить $41 млрд. Агентство Moody's может понизить рейтинги пяти казахских финансовых компаний, если правительство Казахстана не поможет предотвратить дефолт[79].
- Вопрос реструктуризации долгов БТА банка может быть решен не раньше июля, а вопрос продажи активов БТА Банка будет решен не раньше августа 2009 года. Самрук-Казына надеялся продать 53 % акций БТА Банка российскому Сбербанку, но последний не готов даже купить 37 % акций. Сделка откладывается до осени[80]. Standard & Poor's понизило долгосрочный и краткосрочный кредитные рейтинги Альянс Банка до уровня «D/D» (дефолт)[81]. Если к 15 июля Альянс Банк и кредиторы не достигнут соглашения, АФН переведет банк в режим консервации и инициирует процедуру банкротства[82].
- 10 июня Нацбанк снизил ставку рефинансирования с 9 % до 8,5 %[83]. Остановилась крупнейшая угольная компания «Богатырь Аксес Комир»[84].
- 22 июня Премьер-министр Казахстана Карим Масимов заявил о сокращение штатов в системе государственной службы[85].
- 30 июня более 2000 работников Алматинского вагоноремонтного завода начали предупредительную сидячую забастовку, требуя национализации предприятия[86]. Альянс Банк объявил о техническом дефолте по облигациям на KASE[87].
- С 10 июля Нацбанк РК снизил ставку рефинансирования с 8,5 % до 8 % годовых[88].
- 15 июля около 100 рабочих корпорации «Куат» предприняли попытку перекрыть движение по улице Достык в Алматы — они уже 2 года не получают зарплату[89].
- 17 июля глава ЦБ России Сергей Игнатьев на собрании акционеров Сбербанка назвал БТА Банк «Большим банком с большими проблемами». Эксперты считают, что шансы БТА Банка быть проданным Сбербанку стремятся к нулю[90].
- 22 июля опубликованы долги банков Казахстана: БТА Банк — долг составил 2,5 триллиона тенге, «Народный банк» — 988 миллиардов тенге, «АТФ Банк» — 859 миллиардов тенге и «Альянс Банк» — 786 миллиардов тенге. За пять месяцев 2009 года убытки всех казахстанских банков превысили два триллиона тенге (13,5 миллиарда долларов)[91].
- 23 июля председатель правления Альянс Банка Максат Кабашев сообщил, что сделка по выкупу 76 % акций банка Самруком до сих пор не завершена, и банк ищет стратегического инвестора с целью продажи банка[92]. Известно, что процесс реструктуризации долгов и рекапитализации Альянс Банка завершится к середине ноября 2009 года[93].
- 30 июля Standard & Poor's снизил оценку страновых рисков банковской системы (так называемую оценку BICRA) Республики Казахстан[94]. МВФ призвал Казахстан уладить проблемы двух крупных банков[95].
- 31 июля глава Самрук-Казына Келимбетов не исключил возможности, что «Самрук-Казына» может прекратить поддержку БТА Банка в случае, если не удастся достичь соглашения с кредиторами о реструктуризации[96].
- 24 августа денежная масса в Казахстане с начала года выросла на 13,2 %[97].
- 7 сентября Нацбанк снизил ставку рефинансирования до 7 %[98]. БТА Банк предложил кредиторам четыре варианта реструктуризации[99].
- Снижение ВВП за семь месяцев 2009 года составило 2,5 %[100].
- 21 сентября общий убыток казахстанских банков достиг 2,6 трлн тенге (около 17 млрд долларов)[101].
- 23 сентября БТА Банк подписал меморандум о взаимопонимании с комитетом кредиторов о реструктуризации долга[102]. БТА-банк просил списать $8,2 миллиарда долгов, кредиторы готовы списать только $4,9 миллиарда[103].
- 25 сентября KASE приостановила торги простыми акциями KZ1C34920013 (BTAS) АО «БТА Банк»[104]. Девять казахстанских банков находятся на грани закрытия[105].
- 1 октября в Казахстане вступили в силу новые требования о минимальном размере собственного капитала для банков второго уровня. Председатель Агентства РК по регулированию и надзору финансового рынка Елена Бахмутова заявила, что девять казахстанских банков находятся в зоне риска[106].
- 5 октября в Южно-Казахстанской и Алматинской областях подорожал бензин[107].
- За три квартала 2009 года банки страны получили убыток в размере 2 трлн 825,4 млрд тенге ($18,74 млрд по текущему курсу)[108].
- 27 октября «Астана-Финанс», имея долг $1,7 млрд, просит кредиторов списать долг $650 млн[109].
- С 30 октября по 31 декабря 2009 года на KASE приостановлены торги акциями АО БТА Банк, АО Альянс банк и АО Астана-Финанс[110].
- 2 ноября Антимонопольный комитет разрешил повысить цену бензина[111].
- Падение ВВП в сентябре 2008-сентябре 2009 года составило 5 %[112].
- 23 ноября Темирбанк объявил дефолт и начал процедуру реструктуризации долгов[113]. Альянс Банк сообщил о продлении сроков реструктуризации до 15 марта 2010 года[114].
- 7 декабря АФН заявил, что за полтора года на казахстанском рынке ценных бумаг 30 компаний допустили дефолт по купонным облигациям[115].
- 10 декабря выделен первый транш Казкоммерцбанку в объёме 20 млрд тенге для завершения строительства нескольких объектов корпорации Куат[116]

через Фонд стрессовых активов.
- 15 декабря Альянс Банка Максат Кабашев сообщил, что кредиторы одобрили план реструктуризации[117]. Самрук-Казына планирует после реструктуризации выкупить 67 % акций за 24 млрд тенге[118].
- 30 декабря Правлением Агентства принято постановление "О принудительном выкупе акций Акционерного общества «Альянс Банк» и их продаже Акционерному обществу "Фонд национального благосостояния «Самрук-Казына»[119]. Постановление принято в связи с установлением у банка отрицательного размера собственного капитала. В связи с тем, что собственный капитал банка имеет отрицательное значение, общая покупная цена акций банка составляет 1 (один) тенге.
- В последние месяцы 2009 года основной причиной ухудшения основных показателей банковской системы стало продолжающееся сокращения доли стандартных кредитов и роста безнадежных, а также рост расходов на формирование провизий. Такая тенденция явно не свидетельствует о выздоровлении банковского сектора страны, не говоря уже об экономике, хотя официальная власть заявляет о росте экономики[120].

### Внешний долг 2009
- 31.12.2008
  - Валовый внешний долг Банков — 39 211,6 млн долл. США[25][26]
  - ВСЕГО Валовый внешний долг — 108 130,4 млн долл. США[27]
- На 31 марта 2009 г.[121]
  - Валовой внешний долг (ВВД) 105,1 млрд долл.
  - Отрасль «Финансовая деятельность» — (36,3 млрд.долл. и 34,5 %) из них банки 34 045,6 млн долл. США[25]
  - внешние активы страны в долговых инструментах оценивались в 78,4 млрд долл.
  - и таким образом чистый внешний долг страны на отчетную дату составил 26,7 млрд долл.
  - чистый долг Банков 10 млрд долл.,
  - По сектору госуправления и НБРК внешние активы превысили внешний долг на 35,6 млрд долл.
  - из них международные резервы НБРК 18,9 млрд долл.
  - до конца 2009 г. предстоят платежи по погашению и обслуживанию долга в размере 18,1 млрд долл.
  - государственный и гарантированный государством долг — 2079,8 млн долл.
  - негарантированный государством Внешний долг банков — 34 065,0 млн долл.
  - валовый внутренний продукт (ВВП) в пересчете на доллары — 21,9 млрд долл. (сократился ещё и за счет номинальной девальвации тенге)
  - экспорт товаров и услуг (ЭТУ) — 9,1 млрд долл.
  - Экспорт товаров — 8 154,2 млн долл.
  - Импорт товаров — 6 139,7 млн долл.
  - сумма долга БВУ — $35 млрд.[14]
  - внешний долг Казахстана $108 млрд.[12]
- На 1 июля 2009 г.
  -     - валовый внешний долг РК составил $106,7 млрд.[25][122]
- На 1 октября 2009 г.
  - Валовый внешний долг Банков — 31 255,8 млн долл. США[25]
  - ВСЕГО Валовый внешний долг — 111 326,3 млн долл. США[25][123]

На 1 октября 2009 г. Внешние обязательства банков составили 31,5 млрд долларов, сократившись за 9 месяцев на 7,3 млрд долларов («эти цифры не исключают результат реструктуризации внешнего долга банков „БТА“ и „Альянса“»)

## Продолжение Финансового кризиса (переход от кризиса к стабилизации). 2010 год

### Хроника событий
8 января — Уровень проблемных кредитов превышает 30 %.
11 января — АО «Азия Авто» (единственный автосборочный завод на территории республики) допустило дефолт по своим облигациям на KASE.
12 января — Альянс Банк сообщил о принудительном выкупе акций фондом Самрук-Казына согласно постановлению Агентства по финансовому надзору. Миноритарные акционеры Альянс Банка возмущены потерей акций, глава АФН Елена Бахмутова отвергла претензии миноритариев.
23 января — глава фонда «Самрук-Казына» заявил, что во II квартале 2010 года начнет переговоры со Сбербанком о продаже ему части или всего пакета в БТА Банке.
29 января — Назарбаев заявил, что Казахстан не будет больше тратить средства Нацфонда на антикризисные меры и с 2010 года будет направлять в госбюджет по $8 млрд ежегодно на индустриализацию. Глава Самрук-Казына заявляет, что готов продать Сбербанку 85 % акций АО «БТА Банк», но Сбербанк не хочет даже и половины предлагаемого.
8 февраля — Национализация казахского БТА Банка, проведенная в феврале 2009, не спасла его от кредиторов. Банку в 2010 предстоят судебные тяжбы с кредиторами. Один из кредиторов заморозил счета БТА Банка в Швейцарии.
17 февраля — Агентство республики Казахстан по статистике опубликовало данные об изменении ВВП за 2009 год. ВВП (в тенге) равен 15,888 триллионов тенге, что примерно соответствует $106 млрд. В тенговом выражении рост ВВП за 2009 год составил 1,2 %. Данные роста(падения) в долларовом выражении не приводятся. В интервью 28.04.2010 газете «Ведомости» Григорий Марченко назвал величину ВВП за 2009 год равной $110 млрд.
5 марта в Жанаозене Мангистауской области началась очередная забастовка нефтяников компании РД «КазМунайГаз». Около 10 000 рабочих выразили протест в связи с получением уведомления о сокращении заработной платы. 19 марта забастовка закончилась. Власти согласились удовлетворить большую часть требований бастующих.
17 марта — по информации агентства REGNUM дефицит бюджета Казахстана составляет 25 %.
31 марта Келимбетов сказал, что Казахстан не будет спешить с продажей «БТА Банка», а начнет продажу долей Народного банка и Казкоммерцбанка своим казахстанским акционерам.
- 20 апреля. Премьер-министр России Владимир Путин, выступая в Госдуме с отчётом о работе правительства за 2009 год заявил, что рецессия в российской экономике закончилась. Это не значит, что кризис закончился окончательно, — подчеркнул он[142].

У Казахстана светлое будущее. Я в этом убеждён. В отличие от других стран, Нурсултан Назарбаев успешно провел республику через глобальный кризис, обеспечил стабильность, а сегодня начинается ускоренная индустриализация Казахстана.— член Палаты лордов Великобритании Робин Ренвик, 4 июня 2010 г.
- ВВП по итогам 2009 г. — ВВП РК в 2009 года вырос на 1,1 %, председатель Агентства по статистике Алихан Смаилов разъяснил, что рост ВВП произошёл за счет сбора богатого урожая зерновых, а в промышленности — за счет роста в секторе горнодобывающей промышленности.[145]

Итоги года оказались даже лучше прогноза правительства — рост в 1,1 %, и это при обвальном падении цен на основные экспортные товары — углеводороды и металлы.
21 сентября — 13 казахстанских банков зафиксировали убытки в январе-августе 2010 года.
9 декабря — Эксперты Международного Валютного Фонда, которые оценивали ситуацию в финансовом секторе Казахстана считают, что острая фаза кризиса закончилась.

### Внешний долг 2010
На 9 февраля 2010 — Внешний долг банков второго уровня Казахстана сократился до 28,5 миллиардов долларов Внешний долг государства за последний год вырос и составляет более $100 млрд.
На 17 марта 2010 — Внешний долг Казахстана примерно равен ВВП.
На 09 июля 2010 валовой внешний долг Казахстана вырос на 5,8 %, достигнув $110,7 млрд.

## Прогнозы казахстанских специалистов
Министр экономики и бюджетного планирования РК Бахыт Султанов в апреле 2009 г. зафиксировал падение ВВП на 2 %в первом квартале 2009 г. При этом он надеется на рост ВВП по итогам года 1 %.
Апрель 2009 г. — председатель Агентства финансового надзора Елена Бахмутова прогнозирует, что около пяти банков не доживут до конца года.
Май 2009 г. — к концу года ожидается рост просроченной задолженности в диапазоне 25 — 40 % от кредитного портфеля. Это очень много, эксперты считают что «просрочка» свыше 10 % — это уже кризис «плохих» долгов, который требует системного вмешательства регулятора.
21 мая 2009 — президент Казахстана Нурсултан Назарбаев в интервью телеканалу «Хабар» заявил — Оживление экономики Казахстана возможно во втором полугодии.
8 июня 2009 Назарбаев заявил об экономическом росте в Казахстане, но это связано с ростом цен на нефть в середине года.
12 июня 2009 — по прогнозам отдельных аналитиков (газета «Новое поколение»), в Казахстане можно ожидать вторую волну кризиса осенью 2009 г.
30 июня 2009 — Министр экономики и бюджетного планирования РК Бахыт Султанов прогнозирует во втором полугодии рост экономики Казахстана.
8 июля 2009 — председатель Нацбанка РК Григорий Марченко подтвердил прогноз по инфляции 9 % и рост ВВП от 0 до 1 % на 2009 год.
12 июля 2009 — эксперт Петр Своик, прогнозирует истощение Национального фонда и девальвацию тенге осенью 2009 г.
28 июля 2009 — Председатель Национального банка Григорий Марченко считает что Казахстан начнет выходить из кризиса в 2010 году.
16 октября 2009 — директор Центра анализа общественных проблем, Меруэрт Махмутова говорит, что Казахстан на пороге фискального кризиса, когда в связи с сокращением деловой активности падают налоговые поступления.
18 ноября 2009 — Парламент РК в бюджете 2010—2012 планирует рост ВВП в 2010 году на уровне 2,4 %.
1 декабря 2009 — Казахстанские эксперты не исключают возможности банкротства БТА Банка, если не удастся договориться с кредиторами банка.
4 декабря 2009 — Правительство РК и президент Назарбаев настойчиво обещает рост ВВП в 2009 году на уровне 0,1 процента, когда как МВФ прогнозирует снижение на два процента, а ЕБРР — „чуть менее“ двух процентов.
22 декабря 2010 Назарбаев пообещал рост ВВП по итогам 2010 года 7 процентов.

## Прогнозы мировых специалистов
Агентство Fitch Ratings прогнозирует падение ВВП в 2009 г. на 5 %. ЕБРР прогнозирует снижение ВВП Казахстана на 2 %. МВФ прогнозирует рост экономики Казахстана с 2010 года (1-2 %).
S&P прогнозирует, что в 2009 году на рынке Казахстана будет наблюдаться ухудшение качества активов банков и показателей ликвидности, которое будет оказывать давление на показатели рентабельности и капитализации.
24 июня 2009 г. — Всемирный банк прогнозирует снижение ВВП в Казахстане в 2009 году на 1,5 %.
5 августа 2009 г. — агентство Moody’s прогнозирует в течение года значительное изменение структуры банковской системы Казахстана. Это связано с обнаружением случаев мошенничества и непрозрачностью банковского сектора, а также с прогнозируемым приходом иностранных инвесторов.
23 сентября 2009 г. — ВТО сообщает, что в банковском секторе Казахстана сохраняется угроза дефолта.
16 октября 2009 г. — ЕБРР (Ральф Де Хаас) прогнозирует падение ВВП Казахстана в 2009 г. на 1,3 %.
4 декабря 2009 г. — Moody's считает, что для Казахстана худшие времена впереди, и не исключает в перспективе дальнейшие дефолты и банкротства в банковской системе страны.
15 января 2010 г. — Джордж Сорос предупредил, что вторая волна кризиса может наступить в 2010—2011 годах.
19 января 2010 г. — По мнению аналитика Goldman Sachs Джеффри Керри, к 2011 году наступит дефицит нефти и цена возрастет до 110 долларов/баррель.
26 января 2010 г. — аналитики дают противоречивые прогнозы по цене на нефть. Журнал Forbes прогнозирует обвал цен в 2010 г. до $40 за баррель. Ведущий экономист аналитической компании Conference Board Кен Голдштейн прогнозирует цены в интервале 60-80 долларов за баррель. Аналитики Goldman Sachs считают, что среднегодовая цена на нефть будет зафиксирована возле отметки в $85 за баррель. Эксперт нефтяного рынка Роджер Говард предполагает взлет стоимости чёрного золота до $100 за баррель. Первый заместитель председателя ЦБ РФ Алексей Улюкаев сообщил, что бюджет на 2010 г. сделан из расчета $58 за баррель, но цена будет превышена на $10 — $15.
6 февраля 2010 г. — SV Development утверждает, что БТА Банку угрожает банкротство.

## Действия правительства
В 2014 г. Создан фонд развития предпринимательства «Даму».
2014 год Правительство утвердило программу «Прорывные проекты».
- 3 июля 2014 года «30 корпоративных лидеров»[184]

По указу Назарбаева осенью 2008 г. создан фонд Самрук-Казына.
22.10.08 — уставный капитал АО «Казахстанский фонд гарантирования депозитов» увеличен с 30 млрд тенге до 100 млрд тенге
В начале ноября 2008 года учрежден Фонд стрессовых активов.
В ответ на глобальный экономический кризис, начавшийся в 2008 году, Назарбаевым была инициирована новая экономическая политика Казахстана «Нұрлы Жол». Программа антикризисных мероприятий была сконцентрирована на 5 основных направлениях: стабилизации финансового сектора; решении проблем на рынке недвижимости; поддержке малого и среднего бизнеса; стимулировании агропромышленного комплекса; реализации индустриальных и инфраструктурных проектов. Одной из важных задач антикризисной программы стала социальная защита населения, включая сдерживание инфляции и роста цен на основные продукты питания, повышение заработной платы работникам бюджетной сферы, повышение социального обеспечение незащищенных слоев населения: пенсионеров, инвалидов, сирот, путём повышения пенсий по возрасту, пенсий по инвалидности, пособий по утере кормильца.
13 января 2009 — Выпущено Постановление Правительства Республики Казахстан от 13 января 2009 года № 6 «Об утверждении Плана мероприятий по реализации Плана совместных действий Правительства Республики Казахстан, Национального Банка Республики Казахстан и Агентства Республики Казахстан по регулированию и надзору финансового рынка и финансовых организаций по стабилизации экономики и финансовой системы на 2009—2010 годы.»
10 декабря 2009 — Первый транш в объёме 20 млрд. тенге для завершения строительства нескольких объектов корпорации Куат выделен Казкоммерцбанку.
через Фонд стрессовых активов.
По итогам 2009 года из Нацфонда на антикризисную программу потрачено 10 млрд долларов.. Стоимостной объём мероприятий в рамках фискального антикризисного пакета правительства РК в 2009 году составил 2,3 трлн тенге (около $16 млрд) или 15 % ВВП 2009 года.
Разработанная Правительством Республики Казахстан программа антикризисных мероприятий была сконцентрирована на пяти основных направлениях:
— стабилизации финансового сектора;
— решении проблем на рынке недвижимости;
— поддержке малого и среднего бизнеса;
— стимулировании агропромышленного комплекса;
— реализации индустриальных и инфраструктурных проектов.
Одной из наиважнейших задач антикризисной программы Республики Казахстан стала социальная защита населения страны. Так социальная составляющая программы преодоления кризиса по большей части была ориентирована на сдерживание инфляции и как следствие рост цен на основные продукты питания, повышение заработной платы работникам бюджетной сферы, повышение социального обеспечение незащищенных слоев населения: пенсионеров, инвалидов, сирот, путём повышения пенсий по возрасту, пенсий по инвалидности, пособий по утере кормильца.
Особое место в программе отведено борьбе с безработицей, в рамках которой государством сохранение рабочих мест за счет субсидий. Большую работу проделали региональные представительства служб занятости: были введены в действие горячие линии по вопросам трудоустройства, была проведена массовая информационная компания, позволившая множеству безработных трудоустроиться. Все эти акции позволили сдержать безработицу на уровне докризисных показателей.